# Chavornay (Zwitserland)
Chavornay is een gemeente en plaats in het Zwitserse kanton Vaud, en maakt deel uit van het district Jura-Nord vaudois.
Chavornay telt 3060 inwoners.